# Earl of Galloway

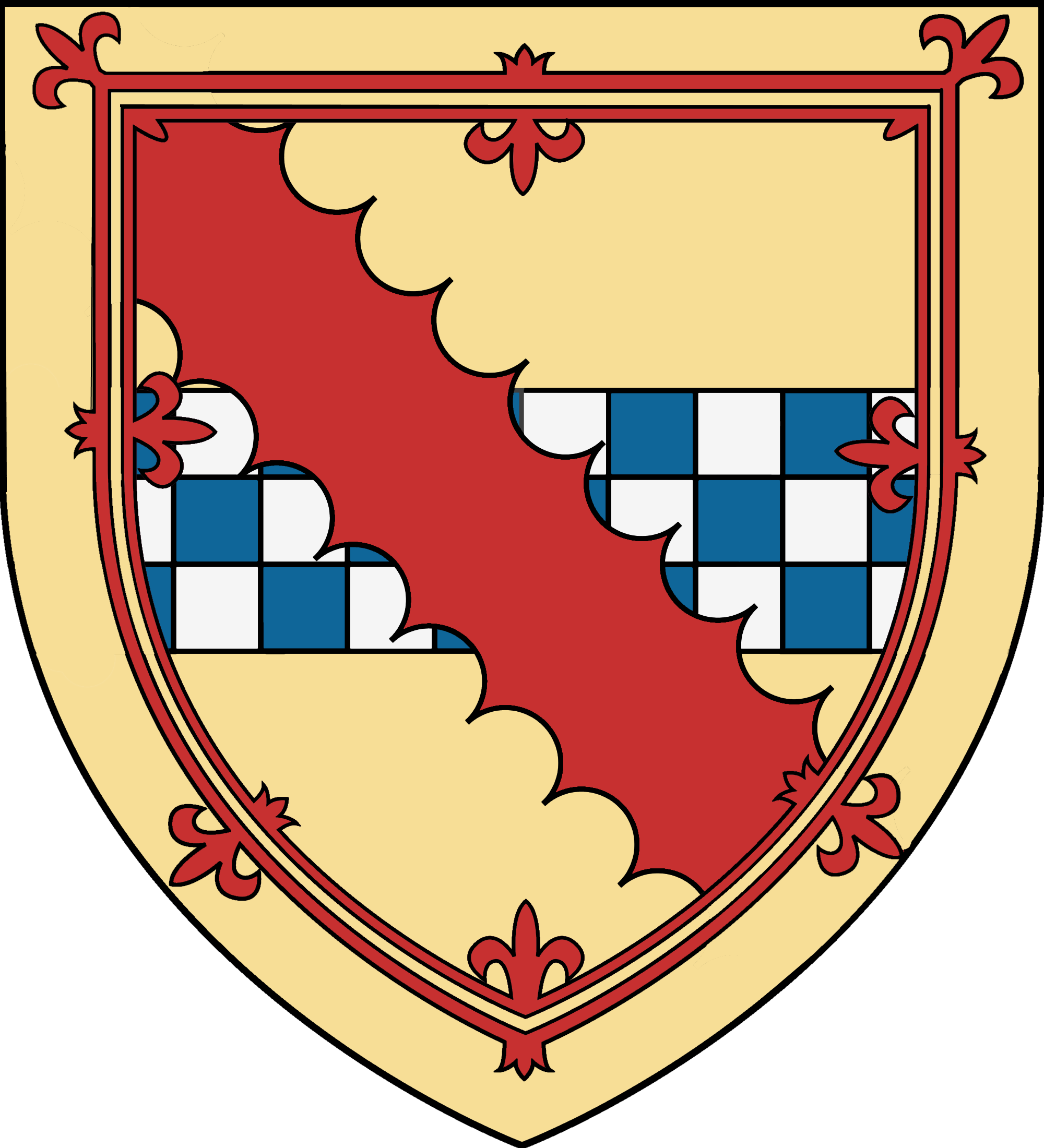
Wappen des Earls of Galloway

Earl of Galloway ist ein erblicher britischer Adelstitel in der Peerage of Scotland.
Familiensitz der Earls ist Cumloden House bei Cumloden in Wigtownshire, von den 1740er Jahren bis 1908 war es Galloway House bei Garlieston in Wigtownshire.
Die Earls stellen die älteste noch bestehende legitime agnatische Stammlinie des Clan Stewart.

## Verleihung und nachgeordnete Titel
Der Titel wurde am 19. September 1623 für Alexander Stewart, 1. Lord Garlies, geschaffen. Ihm war bereits am 19. Juli 1607 der Titel Lord Garlies in der Peerage of Scotland verliehen worden. Seine Linie der Stewart-Familie war entfernt mit dem schottischen Königshaus Stuart verwandt. Der spätere 2. Earl war am 18. April 1627 in der Baronetage of Nova Scotia zum Baronet, of Corsewell in the County of Wigtown, ernannt worden. Der 6. Earl erbte 1756 von seinem Verwandten Sir James Stewart, 3. Baronet den Titel Baronet, of Burray in the County of Orkney. Dieser Titel in der Baronetage of Nova Scotia war am 4. November 1687 für dessen Großvater Archibald Stewart geschaffen worden. Dem 7. Earl wurde am 6. Juni 1796 in der Peerage of Great Britain der Titel Baron Stewart of Garlies, of Garlies in the County of Wigton, verliehen, womit bis 1999 ein erblicher Sitz im House of Lords verbunden war.

## Earls of Galloway (1623)

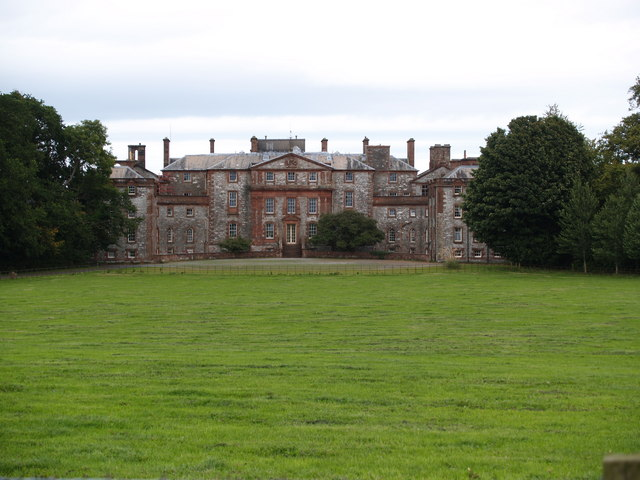
Galloway House

- Alexander Stewart, 1. Earl of Galloway († 1649)
- James Stewart, 2. Earl of Galloway (um 1610–1671)
- Alexander Stewart, 3. Earl of Galloway (um 1643–1690)
- Alexander Stewart, 4. Earl of Galloway (1660–1694)
- James Stewart, 5. Earl of Galloway († 1746)
- Alexander Stewart, 6. Earl of Galloway (um 1694–1773)
- John Stewart, 7. Earl of Galloway (1736–1806)
- George Stewart, 8. Earl of Galloway (1768–1834)
- Randolph Stewart, 9. Earl of Galloway (1800–1873)
- Alan Stewart, 10. Earl of Galloway (1835–1901)
- Randolph Stewart, 11. Earl of Galloway (1836–1920)
- Randolph Stewart, 12. Earl of Galloway (1892–1978)
- Randolph Stewart, 13. Earl of Galloway (1928–2020)
- Andrew Stewart, 14. Earl of Galloway (* 1949)

Titelerbe (Heir apparent) ist der Sohn des aktuellen Titelinhabers Alexander Patrick Stewart, Lord Garlies (* 1980).